# Sárneczky Krisztián
Sárneczky Krisztián (Budapest, 1974. november 6. –) az ELKH Csillagászati és Földtudományi Kutatóközpont munkatársa, számos kisbolygó és több szupernóva felfedezője, a Szeged Asteroid Program vezetője. 2022. január 1-jén az év első üstökösét fedezte fel, mely a C/2022 A1 (Sárneczky) nevet kapta. Ezzel a felfedezéssel Sárneczky Krisztián a harmadik magyar, aki üstököst fedezett fel. A Magyar Csillagászati Egyesület (MCSE) elnökségi tagja, az üstökösök szakcsoport vezetője, a Pannon Csillagda kutatási programjának szakmai vezetője, a Meteor folyóirat rovatvezetője. Nevét 2017 október 5-től a 10258 Sárneczky, (kislánya nevét a 266622 Málna) kisbolygó őrzi.

## Életpályája
Tizenévesen kezdett érdeklődni a csillagászat iránt, érdeklődése hamar az apró égitestek, az üstökösök és a kisbolygók felé fordult. Első megfigyeléseit 1988-ban végezte. Két évvel később a Magyar Csillagászati Egyesület (MCSE) tagja lett, majd 1994-ben az MCSE Titkárságának a tagja, 1996-tól 2012-ig pedig a titkára. Felsőfokú tanulmányait Budapesten az Eötvös Loránd Tudományegyetem Természettudományi Kar Fizikai Intézetében folytatta, itt szerzett tanári diplomát 2002-ben. Az elmúlt években több száz kisbolygót fedezett fel. Rendkívül termékeny író, több mint 400 publikációja jelent meg eddig különböző fórumokon, tudományos ismeretterjesztő tevékenységet folytat a MCSE Polaris Csillagvizsgálójában és a Piszkéstetői Obszervatóriumban. A Szeged Asteroid Program vezetője, a 2010 októberében útjára indult PIszkéstető Supernova and Trojan Asteroid (PISTA) Survey program egyik alapítója, amely távoli kisbolygók és szupernóvák felfedezésével foglalkozik. Eddig négy szupernóvát fedezett fel, 2011. március 24-én találta meg az 50. szupernóvát a Schmidt-távcsővel, 2012-ben pedig az egyik társfelfedezője lett Dr. Vinkó József a Szegedi Tudományegyetem csillagásza és Craig Wheeler a Texasi Egyetem professzora mellett az egyik leghalványabb szupernóvának, az SN 2012bj-nek, amit egy viszonylag kis távcsővel valaha is felfedeztek. Számos kisbolygó az ő közreműködése által kapott új nevet, ezek között híres magyarországi közéleti személyiségek nevei szerepelnek.

## Szakmai munkái
- Szegedi Obszervatórium (1996-tól)
- Az MTA Konkoly Thege Miklós Csillagászati Kutatóintézete, Piszkéstetői Obszervatóriuma (vendégcsillagász 1997-től)
- A német-spanyol csillagászati központ, Calar Alto (vendégcsillagász, 2000 és 2001)
- Bajai Obszervatórium (vendégcsillagász 2005-től)
- MCSE Polaris Csillagvizsgálója (2006-tól)
- Siding Spring Observatory, Ausztrália, (vendégcsillagász, 2007),

## Kutatási területei
- A Naprendszer apró égitestjeinek fotometriai és asztrometriai tanulmányozása
- Szupernóva-keresés, megfigyelés
- Változócsillagok megfigyelése

## Művei
- Amatőrcsillagászok kézikönyve, Kereszturi Ákos, Kiss László, Sárneczky Krisztián, Gyenizse Péter, Mizser Attila - MCSE, Budapest, 1999. ISBN 9630378779,
- Célpont a Föld?, Keresztúri Ákos - Sárneczky Krisztián, MCSE, Budapest, 2003. ISBN 9632067746[6]
- Magyarok a Naprendszerben - és azon túl, MCSE, Budapest, 2005. ISBN 963-218-339-8[7] (Tévesen ISBN 963218243X)
- Sváb-hegyi kisbolygók, szerk.: Keszthelyiné Sragner Márta: Az égbolt mindenkié. Budapest: Magyar Csillagászati Egyesület, 2005, 55. o. ISBN 963-218-243-X Az égbolt mindenkié.

## Publikációk
- Kereszturi Ákos-Sárneczky Krisztián: Kisbolygók a Naprendszer peremén (1999)
- Élet egy idegen égitesten, National Geographic Kids, 2008. június 6.[8]
- Sárneczky Krisztián cikkei a Magyar Csillagászati Egyesület hírportálján
- Publikációk 1992-2018-ig
- Meteor csillagászati évkönyv 2013 - Benkő József, Mizser Attila szerkesztésében, Budapest, MCSE, 2012, ISSN 0866-2851

## Díjak
- 2001. I. díj A XXV. OTDK Konferencia a SZTE Fizikus Tanszékcsoport, Csillagászat I. (Naprendszer) tagozat, Szabó Gyula IV. éves csillagász szakos hallgató - Sárneczky Krisztián V. éves földrajz szakos hallgató (ELTE), A Naprendszer apró égitestjeinek vizsgálata a digitális képfeldolgozás módszereivel témáért, témavezető: Dr. Kiss László egyetemi tanársegéd.[9]
- 2024. Kulin György-díj[10]